# جون بنجامين ميرفي
جون بنجامين ميرفي (بالإنجليزية: John Benjamin Murphy)‏ هو طبيب وجراح أمريكي، ولد في 21 ديسمبر 1857 في أبلتون في الولايات المتحدة، وتوفي في 11 أغسطس 1916 في جزيرة ماكيناك في الولايات المتحدة.
كان جون بنجامين مورفي، المولود باسم جون مورفي (21 ديسمبر 1857 - 11 أغسطس 1916) طبيبًا أمريكيًا وجراحًا في البطن اشتهر بالدعوة إلى التدخل الجراحي المبكر في استئصال الزائدة الدودية، والعديد من الإجراءات التي تحمل اسمه: زر مورفي واختبار مورفي وانزلاق عظم مورفي اللين، أما أشهر ما يذكر به فهو العلامة السريرية التي تحمل اسمه والتي تستخدم في تقييم مرضى التهاب المرارة الحاد، وقد امتدت مسيرته المهنية إلى الجراحة العامة وجراحة العظام وجراحة الأعصاب وجراحة القلب والصدر، مما ساعده على اكتساب شهرة دولية في مهنة الجراحة، وقد وصفه المؤسس المشارك لمايو كلينيك ويليام جيمس مايو بأنه «العبقري الجراحي لجيلنا».
اشتهر خلال مسيرته المهنية كجراح وطبيب ومعلم ومبتكر ومؤلف، بالإضافة إلى العمليات الجراحية العامة، مثل استئصال الزائدة الدودية واستئصال المرارة واستئصال الأمعاء لانسداد الأمعاء واستئصال الثدي فقد أجرى ووصف إجراءات مبتكرة في جراحة الأعصاب وجراحة العظام وأمراض النساء والمسالك البولية والجراحة التجميلية وجراحة الصدر وجراحة الأوعية الدموية،  كما غامر في تقنيات مثل النزف العصبي ورأب المفاصل واستئصال البروستاتا واستئصال الكلية واستئصال الرحم وتطعيم العظام ورأب الصدر.

## الحياة والموت
ولد مورفي في كوخ خشبي في أبليتون ويسكونسن، كان والداه مايكل مورفي وآن غرايمز مورفي من المهاجرين الأيرلنديين الذين فروا من المجاعة الكبرى وقاموا بتربيته فيما بعد في مزرعتهم الخاصة، كان طويلًا وقويًا وله لحية وشارب أحمر.
مات مورفي بمرض القلب في جزيرة ماكيناك بولاية ميشيغان بعد أن كان مريضًا لمدة ستة أشهر، كان يقيم في فندق جراند وحضر وفاته زوجته والطبيبان ماك آرثر وجيمس كيف، بعد أن عانى من الذبحة الصدرية لعدة سنوات، وقد نُسبت وفاته إلى التهاب الأبهر، وكان  قبل يومين من وفاته قد تنبأ بشكل صحيح بنتائج تشريح جثته: «أعتقد أن التشريح سيظهر لويحات في الشريان الأورطي».

## التعليم والتدريب
التحق مورفي بمدرسة عامة في أبليتون وتخرج في مدرسة أبليتون الثانوية عام 1876، حصل على الدكتوراة من كلية طب راش عام 1879 ودخل فترة تدريب لمدة ثمانية عشر شهرًا في مستشفى مقاطعة كوك، ثم تدرب هناك لفترة وجيزة، من 1882 إلى 1884 قام بتدريب عملي في جامعات ومستشفيات في فيينا وميونيخ وبرلين وهايدلبرغ، قضى معظم هذا الوقت في العمل في فيينا مع تيودور بيلروث الذي قدم تقنيات استئصال المعدة التي لا تزال مستخدمة حتى اليوم.

## العمل الأكاديمي
بعد إقامته في أوروبا عاد إلى شيكاغو ليصير ممارسا عاما، وسرعان ما تم الاعتراف به كجراح للبطن وتم تعيينه محاضرًا في الجراحة في كلية طب راش في نهاية عام 1884 وفي عام 1890 تم انتخابه أستاذًا للجراحة ثم في عام 1892 تم تعيينه أستاذًا للجراحة السريرية في كلية الأطباء والجراحين (حاليًا كلية الطب بجامعة إلينوي) وبحلول عام 1899 أصبح مشهورًا بجراحة العظام، ثم في الفترة من 1901 إلى 1905 شغل منصبًا في كلية الطب بجامعة نورث وسترن ومن 1905 إلى 1908 عمل في كلية طب راش ومن 1908-1916 عاد إلى كلية الطب بجامعة نورث وسترن، في غضون ذلك درس أيضًا في كلية الطب العليا في شيكاغو ومن عام 1895 حتى وفاته في عام 1916 كان رئيس الجراحين في مستشفى ميرسي ومن عام 1908 شغل أيضًا لجنة في الفيلق الطبي الاحتياطي بالجيش.
أثناء وجوده في ميرسي عمل وألقى محاضرات أمام الجمهور، حضر هذه الجلسات أطباء من جميع أنحاء العالم، كانت الطريقة الوحيدة لنشر هذه المحاضرات والعروض التوضيحية على نطاق أوسع هي النشر المطبوع، حيث قام سكرتير بنسخ كلماته وتمت طباعتها باسم «العيادات الجراحية لجون بي مورفي، دكتوراة في الطب مستشفى ميرسي شيكاغو»، أصبحت هذه «العيادات الجراحية في شيكاغو» ثم بعد ذلك «العيادات الجراحية لأمريكا الشمالية»

## التراث
على الرغم من عدم التشكيك في براعته الجراحية، إلا أن أسلوبه في الممارسة كان يعتبر متباهياً من قبل شريحة من زملائه المحترفين في الولايات المتحدة وكان عمله يحظى بتقدير أكبر من قبل معاصريه في أوروبا منه في شيكاغو.
كان من أوائل المدافعين عن التدخل عن طريق إزالة الزائدة الدودية في جميع حالات التهاب الزائدة الدودية، كانت أفكاره مثيرة للجدل في وقت العلاج التحفظي لالتهاب الزائدة الدودية.
تمت تسمية عدد من الإجراءات والأجهزة على اسمه، بما في ذلك زر مورفي (جهاز ميكانيكي يستخدم لمفاغرة الأمعاء) وعلامة مورفي علامة على التهاب المرارة).
طور مورفي زر التفاغر الذي يحمل اسمه من أجل مفاغرة بدون خياطة من المرارة إلى الاثني عشر (علاجه المفضل لالتهاب المرارة الحاد) لكنه كان مناسبًا بنفس القدر لمفاغرة الأمعاء، طوره في مختبر الحيوانات التجريبي في حظيرة خلف منزله واستخدمه لأول مرة بعد أقل من أسبوع من تطويره على كلب، يمكن أن يُنسب الفضل إلى زر مورفي باعتباره رائد أداة التدبيس الحديثة من طرف إلى طرف بعد أن أصبح الطريقة المفضلة للعمليات في مايو كلينيك وفي أي مكان آخر في الولايات المتحدة لأكثر من عشرين عامًا.
في عام 1896 كان مورفي أول شخص ينجح في خياطة شريان فخذي قطعه طلق ناري كما كان رائدًا في تقنيات ترقيع العظام، كما كان يُعتبر أيضًا مبتكرًا للتدخل الجراحي لسرطان البروستاتا وأداء مفاغرة من طرف إلى طرف للأحشاء المجوفة.
وفي عام 1912 أجرى ما يمكن القول أنه أول تنظير للقناة الصفراوية.

## التكريم
كان عضوًا مؤسسًا للكلية الأمريكية للجراحين
مع مرتبة الشرف
حصل على وسام القديس غريغوريوس الكبير وسام فارس بتوجيه من البابا بنديكتوس الخامس عشر من قبل رئيس الأساقفة جورج موندلين في 16 يونيو 1916، كما حصل على وسام لاتير من جامعة نوتردام عام 1902 ودكتوراه في العلوم من جامعة شيفيلد بإنجلترا عام 1908.
على الرغم من أن سلوك مورفي وما ترتب عليه من عدم شعبية بين زملائه قد منعه من العضوية المبكرة في العديد من الجمعيات المهنية، فقد تم انتخابه في النهاية رئيسًا لكل من جمعية شيكاغو الطبية والجمعية الطبية الأمريكية (AMA).
تم تسمية مدرسة جون بي مورفي العامة في مجتمع إيرفينغ بارك على الجانب الشمالي الغربي من شيكاغو والتي افتتحت في عام 1924 على شرفه.

## وصلات خارجية
- جون بنجامين ميرفي على موقع الموسوعة البريطانية (الإنجليزية)